# Cosmin Matei
Cosmin Gabriel Matei (n. 30 septembrie 1991, Târgoviște, Dâmbovița, România) este un fotbalist român, care joacă pe post de mijlocaș la Sepsi în SuperLiga României. Pe plan internațional, are prezențe la națională pentru România Sub-17, România Sub-19, România Sub-21 și România.

## Cariera de fotbalist

### Farul Constanța
Matei și-a făcut debutul în Liga I la 18 octombrie 2008, într-un meci contra echipei Politehnica Timișoara. În iulie 2010, Matei a fost vândut la Steaua București.

### Steaua București
La 22 august 2010 a debutat pentru Steaua în Liga I într-un meci cu FC Vaslui, intrând în minutul 85 în locul lui Romeo Surdu. Steaua a câștigat în deplasare cu 3–0. La 4 septembrie 2010, a jucat pentru echipa a doua a clubului Steaua, în Liga II, contra lui Juventus București, dar a fost înlocuit în minutul 17 din cauza unei accidentări.

### Astra Ploiești
În iunie 2011, Matei a fost vândut echipei Astra Ploiești. Deși nu a avut prestații notabile la Steaua și la Astra, a fost cumpărat ulterior de Dinamo.

### Dinamo București
În ianuarie 2012, Matei a semnat un contract pentru cinci sezoane cu Dinamo București.  Matei a marcat primul său gol pentru Dinamo într-un meci cu U Cluj, la 2 mai 2012.

### Atromitos
Atromitos l-a achiziționat pe Matei în ianuarie 2016, suma de transfer nefiind dezvăluită.

### Gençlerbirliği
La 10 august 2016, Matei a semnat un contract pentru trei sezoane cu echipa turcă din Süper Lig Gençlerbirliği.

### Viitorul Constanța
Pe 26 august 2019, Matei a semnat un contract pentru doi ani cu Viitorul Constanța.

### Întoarcerea la Dimamo
În septembrie 2021, Matei a revenit la Dinamo.

### Sepsi Sfântu Gheorghe
În iunie 2022, după ce a retrogradat cu Dinamo din Liga I, Matei a semnat un contract pentru două sezoane cu Sepsi Sfântu Gheorghe.

## Echipa națională
Matei a debutat pentru Echipa națională a României într-un meci amical contra Albaniei, jucat pe teren neutru, în Elveția, în mai 2014.